# 프랑스 대 세네갈 (2002년 FIFA 월드컵)
2002년의 프랑스 대 세네갈은 2002년 5월 31일, 대한민국 서울의 서울월드컵경기장에서 열린 2002년 FIFA 월드컵의 개막전 경기로, 일명 세네갈 쇼크로도 불리는 경기였다.
당초 예상으로는 지난 대회 우승국인 프랑스 축구 국가대표팀의 압승이 예상되었으나 모든 이의 예상을 깨고 세네갈 축구 국가대표팀이 프랑스 축구 국가대표팀을 전반 30분에 터진 파파 부바 디오프의 결승골을 잘 지켜내 결국 1 : 0으로 승리를 거두었다. 월드컵 개막전에서 전 대회 우승국이 패배를 기록한 3번째 경기였고 또 아프리카 팀이 월드컵 우승국을 상대로 3번째로 승리한 경기였다. 이 경기에서 승리를 거둔 세네갈 축구 국가대표팀은 1990년 FIFA 월드컵에서 8강 신화를 썼던 카메룬 축구 국가대표팀에 이어 아프리카 팀으로선 2번째로 8강 진출에 성공하는 기염을 토했다. 영국의 데일리 메일은 이 경기를 역대 월드컵에서 가장 충격적인 이변 5위로 선정했다.

## 개요
프랑스 축구 국가대표팀은 지난 대회인 1998년 FIFA 월드컵 우승을 차지한 팀이었고 세네갈 축구 국가대표팀은 이번에 처음 월드컵에 진출한 팀이었다. 그런데 공교롭게도 세네갈은 1903년부터 1960년까지 프랑스의 식민지 지배를 받았던 나라이기도 했다. 이런 역사적 배경 때문에 세네갈에선 반드시 프랑스를 이겨 식민지 시절의 한을 풀겠다는 각오를 품고 있었다. 하지만 당시 프랑스는 한창 전성기를 달리던 팀이었다. 1998년에 전 대회 우승국인 브라질 축구 국가대표팀을 무려 3 : 0으로 대파하고 우승을 차지한 후 2년 뒤에 열린 유로 2000에서도 이탈리아 축구 국가대표팀을 2 : 1로 격파하고 우승을 차지했다. 그리고 이른바 미니 월드컵이라 불리는 2001년 FIFA 컨페더레이션스컵에서도 비록 호주 축구 국가대표팀에 0 : 1로 패배하며 일격을 당했지만 4강전에서 지난 월드컵 결승전 상대였던 브라질을 또 다시 이기고 결승전에서도 일본 축구 국가대표팀을 1 : 0으로 이겨 우승을 차지했다. 이렇게 3개 국제대회를 연속으로 우승한 이른바 '트리플 크라운'을 달성할 정도로 레블뢰 군단은 최전성기를 달리고 있었다. 이러한 성적들 덕분에 프랑스는 FIFA 랭킹 1위를 달리고 있었다.
반면, 세네갈은 지역예선에서 탈락할 뻔했으나 극적으로 모로코 축구 국가대표팀을 누르고 간신히 본선에 올라온 팀이었고 이번이 월드컵에 처음 올라온 팀이었다. 그 때문에 당시 세네갈에 대한 인식은 그저 흔하디 흔한 아프리카 팀 중 하나로 꼽혔을 뿐이었다. 그나마 카메룬이나 나이지리아는 월드컵에서 두각을 나타냈던 팀이기에 어느 정도 인지도가 있었으나 세네갈은 정말 이번이 처음 올라온 팀이었기에 대부분 어디에 있는지도 모르는 그런 나라로 인식했었다. 그리고 당시 세네갈의 FIFA 랭킹은 42위로 50위인 중국 축구 국가대표팀에 이어 32개 출전국 중 2번째로 가장 낮았다. 그렇기에 이 경기는 마치 다윗과 골리앗의 싸움과 같았고 대부분의 예측은 프랑스의 압승으로 기울어져 있었다.

## 경기 전 상황
이번 대회 강력한 우승후보였던 프랑스는 1934년 FIFA 월드컵과 1938년 FIFA 월드컵을 연달아 제패했던 이탈리아 축구 국가대표팀, 1958년 FIFA 월드컵과 1962년 FIFA 월드컵을 연달아 제패했던 브라질 축구 국가대표팀에 이어 역사상 3번째로 월드컵 2연패를 달성할 꿈에 부풀어 있었다. 당시 프랑스가 속한 A조의 일정은 조별리그 경기만 대한민국에서 치르고 토너먼트에 진출하면 일본으로 이동하게 되어 있었다. 그래서 아예 대표팀 베이스캠프를 한국이 아닌 일본에다 차렸다. 그 정도로 대회 전만 하더라도 프랑스의 2연패는 전혀 의심의 여지가 없었으며 프랑스 선수들 역시 프랑스의 우승을 전혀 믿어 의심치 않았던 것이었다. 하지만 이렇게 꿈에 부풀어 있던 프랑스에 돌발 변수가 생기고 말았다. 그것은 바로 대표팀의 에이스이자 전력의 반 이상을 차지한다는 평가를 받았던 플레이메이커 지네딘 지단의 부상 이탈이었다.
세네갈과의 1차전을 치르기 닷새 전인 5월 26일에 프랑스는 수원월드컵경기장에서 대한민국 축구 국가대표팀과 평가전을 치르게 되었다. 불과 1년 전인 2001년 FIFA 컨페더레이션스컵 개막전에서 프랑스는 한국을 5 : 0으로 손쉽게 대승을 거두었기에 이번에도 손쉽게 이길 것으로 믿었지만 한국은 1년 사이에 명장 거스 히딩크 감독의 조련으로 전력이 엄청나게 강해져 있었다. 불과 1년 사이에 갑작스럽게 강해진 한국의 전력에 프랑스는 좀처럼 고전을 면치 못했다. 먼저 선제골을 넣었지만 박지성과 설기현에게 잇달아 동점골과 역전골을 허용하며 전반전을 1 : 2로 뒤진 채로 마쳤다. 비록 후반전에 다시 2골을 넣으며 3 : 2로 재역전승을 거두는데 성공했지만 이 경기에서 플레이메이커 지네딘 지단이 한국의 김남일에게 태클을 당해 심각한 부상을 당하고 말았다. 결국 프랑스의 로제 르메르 감독은 세네갈과의 1차전에서 지네딘 지단을 부득이하게 출전 명단에서 제외할 수밖에 없게 되었다.
프랑스 대표팀 전력의 절반 이상을 차지한다는 평가를 받을 정도로 위상이 어마어마했던 지네딘 지단의 부상 이탈은 프랑스 입장에서 매우 뼈아픈 손실이었다. 그래도 프랑스에는 그 지단의 공백을 상쇄하고도 남을 좋은 선수들이 많이 있었기에 아무리 지단이 부상으로 이탈했다고 해도 아프리카의 처녀 출전국인 세네갈에 패배할 것이라는 예상은 추호도 없었다. 즉, 지단이 없어도 세네갈 정도쯤은 가뿐히 이길 것이라고 예상했던 것이다. 그렇게 2002년 FIFA 월드컵의 첫 번째 경기인 프랑스와 세네갈의 경기가 서울특별시 마포구 상암동의 서울월드컵경기장에서 열리게 되었다.

## 경기

### 전반전
전반 1분도 채 되지 않아 세네갈이 프리킥 찬스를 얻어 득점 기회를 만들었으나 파비앵 바르테즈 골키퍼의 정면으로 가면서 득점 찬스가 무산되었다. 뒤이어 전반 3분, 프랑스의 라이트백 릴리앙 튀랑이 세네갈 진영 오른쪽에서 크로스를 올렸고 페널티 에어리어에 있던 다비드 트레제게가 오른발 슛을 날렸으나 빗맞으며 골문 왼쪽 바깥으로 벗어났다. 전반 5분, 세네갈의 엘 하지 디우프가 프랑스 진영 오른쪽을 쇄도하며 페널티 에어리어로 패스를 했고 그걸 살리프 디아오가 받아 슛을 날렸으나 바르테즈 골키퍼의 정면으로 갔다. 전반 9분, 세네갈의 파파 부바 디오프가 중거리슛을 날렸으나 볼이 힘없이 떨어지며 바르테즈 골키퍼의 정면으로 갔다. 전반 18분, 프랑스의 라이트윙 실뱅 윌토르가 세네갈의 오른쪽 진영을 쇄도하며 페널티 에어리어에서 패스를 시도했으나 세네갈의 주장 알리우 시세가 걷어냈다. 전반 20분, 프랑스의 다비드 트레제게가 바르테즈 골키퍼의 골킥을 한 번에 받아 세네갈 골키퍼 토니 실바와 1 : 1 찬스를 만들었으나 토니 실바의 전진 수비로 인해 슛을 날리지 못했다. 경기 전 예상과는 달리 세네갈은 의외로 디펜딩 챔피언 프랑스를 맞아 전혀 밀리지 않는 팽팽한 경기력을 보여준 반면, 프랑스는 FIFA 랭킹 1위와 42위의 대결이란 것도 무색할 정도로 너무나도 무기력했다.
전반 22분, 티에리 앙리의 킬패스를 받은 트레제게가 곧바로 오른발 슈팅을 날렸으나 세네갈의 우측 골대를 맞추고 말았다. 뒤이어 프랑스가 2번 더 결정적인 찬스를 만들었으나 슈팅을 날리기 직전에 세네갈 골키퍼 토니 실바의 선방으로 인해 득점 기회를 날렸다. 그리고 전반 30분, 프랑스의 왼쪽 진영을 쇄도하던 엘 하지 디우프가 문전으로 쇄도한 파파 부바 디오프를 보고 패스를 했고 디오프는 프랑스 수비수 에마뉘엘 프티의 방해로 인해 미끄러지면서 슛을 날렸다. 바르테즈 골키퍼가 한 번 쳐냈으나 잡지 못하고 흘렸고 그 흐른 볼을 파파 부바 디오프가 다시 한 번 왼발로 밀어넣어 선제골을 터뜨렸다. 이로써 모든 이의 예상을 깨고 세네갈이 1 : 0으로 앞서가기 시작한 것이다! 선제골을 넣은 파파 부바 디오프는 동료 선수들과 함께 코너 플래그에서 아프리카 특유의 흥겨운 단체 민속춤 셀레브레이션을 하며 득점을 자축했다.
뜻밖의 일격을 당한 프랑스는 이제 마음이 급해졌다. 그 전까지 다소 지지부진한 모습을 보였던 프랑스는 이제야 정신을 차렸는지 그 때부터 세네갈을 향해 성난 사자처럼 맹공을 퍼붓기 시작했다. 전반 31분, 파트리크 비에라가 세네갈의 좌측 진영을 쇄도하며 크로스를 올렸으나 세네갈의 토니 실바 골키퍼가 안전하게 선방했다. 그 이후로 전반전 종료 휘슬이 울리기까지 15분 동안 프랑스는 계속해서 세네갈을 향해 맹공을 퍼부었으나 서로 마음이 급한 탓인지 서로 손발이 맞지 않고 따로 놀았다. 패스가 한 끗 차이로 좋지 못해 세네갈 수비수가 한 발 먼저 걷어내버리거나 혹은 토니 실바 골키퍼의 품에 안겼다. 슈팅 상황에서도 퍼스트 터치가 좋지 못해 계속해서 득점 기회를 날렸다. 전반 37분, 프랑스가 좋은 위치에서 프리킥을 얻었고 파트리크 비에라가 골문 우측 구석을 노리고 정확하게 찼으나 토니 실바 골키퍼가 몸을 날려 안전하게 잡아내 득점에 실패했다. 전반 38분, 티에리 앙리가 페널티 에어리어로 쇄도해 좋은 득점 기회를 잡았으나 세네갈의 센터백 라민 디아타가 슈팅 직전에 적절하게 끼어들며 방해를 했고 그 때문에 앙리의 오른발이 공에 빗맞으며 엉뚱한 곳으로 날아갔다.
전반 41분, 공격에 가담한 프랑스의 수비수 빅상트 리자라쥐가 중거리슛을 날렸으나 허공으로 높이 날아가고 말았다. 뒤이어 전반 42분, 실뱅 윌토르가 세네갈 진영 페널티 에어리어 우측에서 슛을 날렸으나 토니 실바 골키퍼가 안전하게 선방해 득점을 올리지 못했다. 전반 종료 직전에 다시 한 번 득점 기회를 얻었으나 슈팅 직전에 넘어지는 바람에 역시 허무하게 무산되고 말았다. 그리하여 전반전은 모든 이의 예상을 깨고 세네갈이 1 : 0으로 앞선 채 종료되었다. 흥겹게 북을 치며 응원을 하는 세네갈 응원단과 무기력한 자국 대표팀의 모습에 실망감을 감추지 못한 프랑스 응원단의 표정이 대조적으로 TV에 비쳤다.

### 후반전
1점을 뒤지게 된 프랑스에게 이제 남은 선택은 오직 공격 뿐이었다. 프랑스는 계속해서 세네갈을 향해 공격을 퍼부으며 강하게 밀어붙였다. 후반 10분, 프랑스의 라이트백 릴리앙 튀랑이 세네갈의 우측 진영을 쇄도한 후 중앙으로 크로스를 올렸고 이를 다비드 트레제게가 세네갈 진영 페널티 박스에서 받아 곧바로 헤더로 연결했으나 골문 왼쪽으로 벗어나고 말았다. 1분 후, 프랑스의 실뱅 윌토르가 다시 한 번 세네갈 진영 오른쪽에서 크로스를 올렸고 페널티 에어리어 왼쪽에 있던 티에리 앙리가 곧바로 헤더로 연결했으나 벗어나고 말았다. 후반 12분, 프랑스의 유리 조르카에프가 멋진 중거리슛을 날렸으나 토니 실바 골키퍼가 쳐내며 선방했다. 하지만 볼이 멀리 흘러가지 않았고 문전에 있던 다비드 트레제게가 받으려 했으나 볼이 데굴데굴 굴러가며 엔드라인을 넘어가버리는 바람에 득점 기회를 만들지는 못했다. 후반 15분, 좀처럼 세네갈의 골문이 열리지 않자 프랑스의 로제 르메르 감독은 수비형 미드필더 유리 조르카에프를 빼고 공격수 크리스토프 뒤가리를 투입해 공격수 숫자를 늘려 세네갈을 향한 공격을 한 층 더 강화하였다.
프랑스의 답답한 공격이 계속되는 가운데 후반 19분, 모처럼 세네갈이 역습을 감행했다. 세네갈의 공격수 칼릴루 파디가가 프랑스 진영 페널티 에어리어 좌측 외곽에서 강슛을 날렸으나 골문 위쪽으로 날아가 골대를 맞으며 벗어나고 말았다. 다시 프랑스의 공격이 이어졌고 후반 21분, 티에리 앙리가 멋진 터닝 중거리슛을 날렸으나 골문 오른쪽 바깥으로 벗어나며 득점을 올리지 못했다. 후반 22분, 프랑스의 주장 마르셀 드자이가 다시 한 번 슈팅을 날렸지만 역시 득점으로 연결되지 않았다. 오히려 후반 33분, 세네갈의 역습 찬스에서 파파 부바 디오프가 프랑스 진영 페널티 에어리어 좌측 외곽에서 강슛을 날렸으나 골문을 크게 벗어났다. 좀처럼 경기가 풀리지 않자 로제 르메르 감독은 후반 36분, 라이트윙 실뱅 윌토르를 빼고 공격수 지브릴 시세를 투입해 공격수 숫자를 늘리며 세네갈을 향한 공격을 강화했다. 하지만 세네갈의 골문은 좀처럼 열리지 않았다.
오히려 후반 37분, 세네갈의 빠른 역습에 고전하며 엘 하지 디우프에게 1 : 1 찬스를 허용할 뻔했으나 다행히도 수비수들의 적극적인 마크 덕분에 슈팅 직전에 파비앵 바르테즈 골키퍼가 안전하게 선방했다. 후반 39분, 교체 투입된 지브릴 시세가 세네갈의 오른쪽 진영을 쇄도하며 크로스를 시도했으나 세네갈 수비의 마크로 인해 크로스가 골 라인 밖으로 벗어나며 득점 기회를 만들지 못했다. 후반 40분, 티에리 앙리의 패스를 받은 프랑크 르뵈프가 멋진 중거리슛을 날렸으나 볼이 토니 실바 골키퍼 정면으로 가버리는 바람에 득점을 올리지 못했다. 아무리 두드려도 세네갈의 골문은 좀처럼 열릴 줄 몰랐다. 후반 44분, 지브릴 시세가 빠른 스피드로 세네갈 진영을 쇄도하면서 페널티 에어리어까지 침투했으나 슈팅 직전에 세네갈 수비수의 방해를 받아 슈팅을 날리지 못했다. 하지만 볼이 멀리 가지 않았고 그 볼은 티에리 앙리가 받아 세네갈 골문 우측에서 슛을 날렸으나 토니 실바 골키퍼가 선방해 위기를 넘겼다.
추가시간 1분, 시간이 얼마 남지 않았는데 계속 1점 차로 뒤지는 상황이 지속되자 프랑스 선수들은 중앙 수비수들까지 일제히 공격에 가담하며 세네갈 진영으로 몰려들었다. 빅상트 리자라쥐가 좌측에서 페널티 에어리어로 볼을 배급해주었고 이걸 티에리 앙리가 받아 전방으로 패스했으나 세네갈 수비수가 한 발 먼저 걷어냈다. 프랑스는 코너킥 찬스를 얻었고 에마뉘엘 프티가 코너킥을 올렸으나 세네갈 수비수가 헤더로 클리어링을 했다. 그러나 볼은 페널티 에어리어 우측 외곽에 있던 프랑크 르뵈프에게 갔고 르뵈프는 지체없이 강슛을 날렸으나 토니 실바 골키퍼 정면으로 가버리고 말았다. 결국 경기는 모든 이의 예상을 깨고 세네갈의 1 : 0 승리로 완전히 끝이 났다!

### 상세 정보
| 프랑스 | 0 – 1  | 세네갈          |
| ------ | ------ | --------------- |
|        | 리포트 | 부바 디오프 30′ |

| 프랑스 | 세네갈 |

| GK          | 16 | 파비앵 바르테즈      |      |       |
| RB          | 15 | 릴리앙 튀랑          |      |       |
| CB          | 18 | 프랑크 르뵈프        |      |       |
| CB          | 8  | 마르셀 드사이 (주장) |      |       |
| LB          | 3  | 빅상트 리자라쥐      |      |       |
| CM          | 4  | 파트리크 비에라      |      |       |
| CM          | 17 | 에마뉘엘 프티        |      | 45+2′ |
| RW          | 11 | 실뱅 윌토르          |      | 81′   |
| AM          | 6  | 유리 조르카에프      |      | 60′   |
| LW          | 12 | 티에리 앙리          |      |       |
| CF          | 20 | 다비드 트레제게      |      |       |
| 교체 선수:  |    |                      |      |       |
| FW          | 21 | 크리스토프 뒤가리    |      | 60′   |
| FW          | 9  | 지브릴 시세          |      | 81′   |
| 기타:       |    |                      |      |       |
| FW          | 10 | 지네딘 지단          | 부상 |       |
| 감독:       |    |                      |      |       |
| 로제 르메르 |    |                      |      |       |

| GK          | 1  | 토니 실바          |  |     |
| RB          | 17 | 페르디낭 콜리      |  |     |
| CB          | 13 | 라민 디아타        |  |     |
| CB          | 4  | 파프 말리크 디오프 |  |     |
| LB          | 2  | 오마르 다프        |  |     |
| DM          | 6  | 알리우 시세 (주장) |  | 51′ |
| RM          | 14 | 모사 은디아유      |  |     |
| CM          | 19 | 파파 부바 디오프   |  |     |
| CM          | 15 | 살리프 디아오      |  |     |
| LM          | 10 | 칼릴루 파디가      |  |     |
| CF          | 11 | 엘 하지 디우프     |  |     |
| 감독:       |    |                    |  |     |
| 브뤼노 메취 |    |                    |  |     |

| 최우수 선수: 엘 하지 디우프 (세네갈) 부심: 알리 알-트라이피 (사우디아라비아) 호르헤 라탈리노 (아르헨티나) 대기심: 펠리페 라모스 (멕시코) |

### 통계
| 통계       | 프랑스 | 세네갈 |
| ---------- | ------ | ------ |
| 득점       | 0      | 1      |
| 슛         | 15     | 6      |
| 유효슛     | 9      | 5      |
| 점유율     | 60%    | 40%    |
| 코너킥     | 10     | 0      |
| 프리킥     | 2      | 0      |
| 페널티킥   | 0      | 0      |
| 반칙       | 18     | 22     |
| 오프사이드 | 2      | 11     |
| 경고       | 1      | 1      |
| 퇴장       | 0      | 0      |

## 기록
이 경기는 승자인 세네갈에게는 영광스러운 기록이 반대로 패자인 프랑스에는 치욕스러운 기록들이 다양하게 수립된 경기였다. 지난 대회에서 부동의 세계 축구 최강국이라는 브라질을 지네딘 지단의 활약 하에 3 : 0으로 찍어누르며 우승까지 차지했던 프랑스가 아프리카 처녀 출전국 세네갈에 패배할 것이라고는 어느 누구도 예상하지 못했던 일이었다. 이 경기에서 승리한 세네갈은 큰 힘과 용기를 얻게 되었고 1990년 FIFA 월드컵에서 8강 진출에 성공했던 카메룬에 이어 아프리카 팀으로서는 2번째로 8강 진출에 성공하였다. 반면에 프랑스는 이 경기에서 패배한 것으로 인한 심리적 충격과 부상으로 이탈한 에이스 지네딘 지단의 공백을 끝내 메우지 못하고 2차전에서 우루과이와 0 : 0으로 비겼고 3차전에서는 덴마크에게 0 : 2로 패배해 결국 전 대회 우승국이 1승은커녕 1득점도 하지 못하고 조별리그에서 탈락하는 불명예를 남기고 말았다. 전 대회 우승팀이 단 1득점도 하지 못한 상태로 조별리그에서 탈락한 사례는 2020년 지금까지도 프랑스가 유일하다.
먼저 승자인 세네갈이 이 경기를 통해 수립한 기록은 다음과 같다.
- 월드컵 본선에서 최초로
  - 승리를 거둠.[주 4]
  - 프랑스 축구 국가대표팀을 상대로 승리한 아프리카 팀
  - 프랑스 축구 국가대표팀을 상대로 무실점을 기록한 아프리카 팀

그 밖에도 아프리카 팀으로선 2번째로 전 대회 우승국을 상대로 승리한 팀이란 기록도 세웠다. 이 기록의 최초 수립자는 앞서 말한 대로 1990년 대회의 카메룬이었다. 또 세네갈은 월드컵 본선에서 FIFA랭킹 1위 팀을 이긴 팀 중 가장 순위가 낮은 팀(42위)이라는 기록도 세웠다. 이 기록은 2018년 FIFA 월드컵에서 당시 FIFA 랭킹 57위였던 대한민국이 당시 FIFA 랭킹 1위 팀인 독일을 2 : 0으로 꺾으면서 경신되었다.
반면 패자인 프랑스가 이 경기를 통해 수립한 기록은 다음과 같다.
- 월드컵 본선에서 최초로
  - 아프리카 팀을 상대로 패배
  - 아프리카 팀을 상대로 무득점
  - FIFA 랭킹 40위권 밖의 팀에 패배한 FIFA 랭킹 1위 팀

그 밖에도 이 대회 전체를 통틀어 프랑스가 3경기 동안 단 1골도 넣지 못하면서 2002년 FIFA 월드컵은 프랑스가 유일하게 무득점으로 마친 대회가 되었다. 8년 뒤 2010년 FIFA 월드컵 때에도 프랑스는 1차전에서 우루과이와 0 : 0으로 또 다시 비긴 뒤 2차전에서 멕시코에 0 : 2로 패배하며 8년 전과 거의 비슷한 성적을 냈고 3차전에서는 개최국인 남아공에 1 : 2로 패배하면서 8년 전과 같이 1무 2패에 득실 차 -3을 기록했으나 2002년의 그 때와는 달리 1득점은 기록해 또 다시 무득점으로 대회를 마치는 굴욕은 간신히 모면했다. 한편, FIFA 랭킹 1위 팀이 월드컵에서 40위권 밖의 팀에게 패배한 것은 이 때가 처음이자 유일했으나 2018년 FIFA 월드컵에서 당시 FIFA 랭킹 1위 독일이 57위 대한민국에 패배하면서 2팀으로 늘었다.

## 경기 이후

### 프랑스
세네갈에게 뜻밖의 일격을 맞은 프랑스는 이후 경기에서도 심리적 충격에서 벗어나지 못하고 계속 헤매며 혼돈에 빠진 모습을 보였다. 6월 6일, 부산으로 이동한 프랑스는 부산아시아드주경기장에서 남미의 강호 우루과이 축구 국가대표팀과 2차전을 치렀다. 프랑스로서는 남은 2경기를 모두 이겨야 자력으로 16강에 오를 수 있었으나 이번엔 팀의 주포라 할 수 있는 티에리 앙리가 거친 파울을 범하여 즉시 퇴장당하는 악재를 겪고 말았다. 다행히 우루과이도 이번 대회에서 썩 인상적인 모습을 보여주지 못했기에 0 : 0으로 비기며 간신히 승점 1점을 따냈다. 그래서 2경기만에 조별리그 탈락이 확정되는 치욕을 당하는 건 막았다. 그러나 2경기 연속으로 단 1골도 넣지 못했다.
이제 프랑스 입장에서는 자력으로 16강에 진출할 수 있는 기회가 사라졌다. 마지막 경기인 덴마크 축구 국가대표팀과의 경기에서 반드시 2점 차 이상으로 이긴 뒤 같은 시각에 열리는 세네갈과 우루과이의 경기 결과를 지켜봐야 했다. 만일 덴마크와 비기거나 지는 경우에는 가차없이 무조건 탈락이었다. 1점 차로 이길 경우엔 반드시 우루과이가 세네갈을 이기고 4팀 간의 골 득실과 다득점 등을 비교해야 하는 다소 복잡한 계산을 해야 한다. 위기에 몰린 로제 르메르 감독은 부상에서 아직 완전히 회복되지 않은 지네딘 지단까지 총동원하며 필승을 다짐했다. 대회 전만 하더라도 강력한 우승후보였던 프랑스는 이제 조별리그 통과도 간당간당할 정도로 절체절명의 위기에 빠졌다.
6월 11일, 프랑스는 인천으로 이동해 인천문학경기장에서 덴마크와 조별리그 최종전을 치렀다. 갈 길이 급한 프랑스는 거의 80%에 달하는 볼 점유율을 기록하며 마치 성난 사자처럼 시종일관 덴마크를 강하게 밀어붙였다. 그러나 덴마크는 생각보다 그리 만만한 팀이 아니었다. 덴마크는 20% 정도에 불과한 볼 점유율로도 효율적인 압박 수비로 프랑스의 맹공을 분쇄하고 빠른 역습으로 득점을 노렸다. 그리고 전반 22분, 덴마크의 데니스 롬메달이 기습적인 슈팅으로 선제골을 터트리며 프랑스의 가슴에 비수를 꽂아버렸다. 프랑스는 계속해서 덴마크의 골문을 두드렸지만 정말 야속하게도 굳게 닫힌 덴마크의 골문은 좀처럼 열리지 않았다. 오히려 후반 22분, 덴마크의 주포 욘 달 토마손이 프랑스를 향해 굿바이 쐐기골을 날렸고 경기는 결국 덴마크의 2 : 0 승리로 끝이 났다.
이로써 프랑스는 그렇게 1무 2패의 초라한 전적을 기록하며 조별리그에서 탈락하고 말았다. 전 대회 우승국이 다음 대회 조별리그에서 탈락한 것은 1966년 FIFA 월드컵 때 브라질 축구 국가대표팀 이후 36년 만의 일이었다. 더욱 놀라운 것은 조별리그 3경기를 통틀어 단 1골도 넣지 못했다는 것이다. 이 대회 32개 출전국 중 무득점으로 탈락한 팀은 단 3팀인데 이 셋 중 하나가 바로 '우승후보 프랑스'였고 나머지 둘은 대회 순위 31위를 기록한 처녀 출전국 중국 축구 국가대표팀과 32위를 기록한 중동의 사우디아라비아 축구 국가대표팀이었다. 즉, 이 대회 프랑스는 그런 꼴등 2팀과 비슷한 수준으로 전락하고 만 것이다. 앞서 언급한 1966년의 브라질은 그나마 1승이라도 기록했지만 프랑스는 1승은커녕 1득점조차도 기록하지 못했다. 전 대회 우승국이 다음 대회에서 1득점도 기록하지 못하고 탈락한 것은 2020년까지도 2002년 대회의 프랑스가 유일하다. 덴마크와의 경기가 이렇게 비참한 패배로 끝나자 응원을 나왔던 프랑스 축구팬들은 크게 울부짖으며 "1점도 못 내다니 이건 프랑스의 수치다!"라고 목소리를 높이거나 혹은 "어떻게 1골도 못 넣을 수가 있는가?"하고 무기력한 모습을 보인 자국 대표팀을 강하게 질타했다. 결국, 로제 르메르 감독과 선수들은 귀국 후 청문회에 불려가는 수모를 당했고 르메르 감독은 형편없는 성적을 거둔 책임을 물어 경질당하고 말았다.

### 세네갈
이 경기에서 승리한 세네갈은 완전히 흥분의 도가니였다. 이후 6월 6일, 대구로 이동해 대구월드컵경기장에서 덴마크 축구 국가대표팀과 만났다. 덴마크는 울산의 울산문수축구경기장에서 열린 우루과이 축구 국가대표팀과의 1차전에서 욘 달 토마손의 맹활약에 힘입어 2 : 1 승리를 거두어 조 1위를 차지하고 있었다. 세네갈은 전반 16분에 욘 달 토마손에게 페널티킥 골을 허용해 0 : 1로 끌려가며 불안한 출발을 했다. 그러나 덴마크의 파상공세를 잘 막아낸 후 후반 7분 살리프 디아오가 극적인 동점골을 터뜨리며 다시 1 : 1로 승부의 균형추를 맞추었다. 그런데 동점골을 넣은 살리프 디아오는 얼마 안 되어 거친 파울을 범해 퇴장을 당하고 말았고 세네갈은 10명이 뛰어야 하는 불리한 입장에 놓였다. 이 틈을 놓치지 않은 덴마크가 계속해서 파상공세를 펼쳤지만 세네갈은 수적 열세에도 불구하고 끝까지 잘 버텨내며 1 : 1 귀중한 무승부를 기록해 승점 1점을 추가했다.
1승 1무를 기록한 세네갈은 6월 11일, 수원으로 이동해 수원월드컵경기장에서 우루과이 축구 국가대표팀과 조별리그 최종전을 치르게 되었다. 2차전까지 A조의 순위는 덴마크와 세네갈이 1승 1무(승점 4점)로 동률을 이뤘으나 다득점에서 1골이 더 앞선 덴마크가 1위, 세네갈이 2위를 기록하고 있었고 우루과이와 프랑스가 1무 1패(승점 1점)로 동률을 이뤘으나 역시 다득점에서 1골이 더 앞선 우루과이가 3위, 프랑스가 4위를 기록하고 있었다. 세네갈로서는 우루과이를 이기거나 비기면 무조건 16강에 진출한다. 그러나 패배할 경우에는 덴마크와 프랑스의 경기 결과를 지켜봐야 하는데 만일 프랑스가 덴마크를 이길 경우 4팀 모두 승점 4점으로 동률이 되어 4팀 간의 골 득실과 다득점, 상대전적을 모두 비교해야 하는 복잡한 계산을 해야 한다. 덴마크가 프랑스와 비기거나 프랑스를 이길 경우에는 세네갈이 우루과이에 1점 차로 패배 시 승자승 원칙으로 2점 차 이상으로 패배 시 골득실에 의해 탈락하게 된다. 세네갈은 초반부터 공격적으로 나서며 전반 20분, 칼릴루 파디가의 페널티킥 골로 1 : 0으로 앞서갔다. 그리고 전반 26분과 38분에 프랑스를 격침시킨 주역 파파 부바 디오프가 멀티골을 성공시키며 전반전에만 3 : 0으로 크게 앞서갔다. 이렇게 세네갈이 완승을 거두는 듯했지만 후반전 들어 페이스가 올라온 우루과이의 맹추격이 시작되었다. 후반 1분 만에 리차르드 모랄레스가 만회골을 터뜨리며 점수를 3 : 1로 좁혔다. 그리고 후반 24분에 디에고 포를란이 또 다시 추격골을 성공시키며 3 : 2로 따라잡았다. 그리고 후반 43분에 알바로 레코바가 페널티킥 골을 성공시키며 금세 3 : 3으로 동점을 만들어 3골 차 리드가 따라잡히고 말았다. 만일 여기서 세네갈이 1골을 더 실점하게 되면 세네갈과 우루과이는 모두 1승 1무 1패로 승점 4점을 차지해 동률이 되고 5득점 5실점을 기록하게 되어 골 득실과 다득점까지 동률이 된다. 그 경우에는 승자승으로 넘어가게 되는데 우루과이가 세네갈을 4 : 3으로 이기게 되므로 우루과이가 16강 진출에 성공하게 된다. 절체절명의 위기에서 세네갈은 전원 수비로 나서며 우루과이의 맹추격을 막아냈고 3 : 3 무승부로 경기를 마쳐 1승 2무로 승점 5점을 획득해 16강 진출에 성공했다.
16강에 오른 세네갈은 6월 16일, 일본 오이타로 이동해 오이타 스타디움에서 스웨덴 축구 국가대표팀과 맞붙게 되었다. 당시 스웨덴은 이 대회 아르헨티나 축구 국가대표팀, 잉글랜드 축구 국가대표팀, 나이지리아 축구 국가대표팀과 함께 월드컵 역사상 최악의 죽음의 조로 꼽힌 F조에서 1위를 차지한 팀이었다. 조별리그에서 강력한 우승후보로 지목되었던 프랑스, 아르헨티나, 포르투갈이 대거 탈락한데다 죽음의 조에서 1위를 차지했기에 스웨덴은 내심 우승까지 넘보고 있었다. 세네갈은 전반 11분, 헨리크 라르손에게 선제골을 실점하며 불안한 출발을 했다. 하지만 세네갈은 전반 37분에 앙리 카마라가 극적인 동점골을 터뜨리며 승부를 원점으로 돌렸다. 1 : 1로 균형을 맞춘 세네갈과 스웨덴은 서로 일진일퇴의 공방전을 벌이며 치열한 접전을 펼쳤다. 하지만 두 팀 모두 결정적인 기회를 잇달아 놓치며 결국 승부는 연장전으로 이어졌다. 연장 전반 13분, 스웨덴이 결정적인 기회를 잡았으나 아쉽게 놓쳤고 곧바로 세네갈의 역습이 이어졌다. 역습 찬스에서 동점골의 주인공 앙리 카마라가 극적인 골든골을 터뜨리며 세네갈이 2 : 1 역전승을 기록해 1990년 FIFA 월드컵의 카메룬 축구 국가대표팀에 이어 아프리카 팀으로서는 2번째로 8강 진출에 성공하는 기염을 토했다.
그리고 6월 22일, 세네갈은 오사카로 이동해 나가이 육상 경기장에서 터키 축구 국가대표팀과 맞붙게 되었다. 하지만 잇달아 강팀들을 꺾고 올라온 탓에 세네갈 선수들은 지친 모습을 보였다. 그럼에도 불구하고 세네갈은 터키의 공세를 잘 버텨내며 전후반 90분을 0 : 0으로 막아냈다. 그러나 연장전에 들어서자 체력을 다 소진했는지 터키의 역습 찬스에서 수비가 무너졌고 결국 연장 전반 4분, 터키의 미남 공격수 일한 만시즈에게 골든골을 허용하며 아프리카 최초 준결승(4강) 진출에는 아쉽게 실패했다. 그럼에도 불구하고 처녀 출전국 세네갈이 8강까지 올라온 것만으로도 이미 엄청난 센세이션이었고 이로써 세네갈은 대한민국 축구 국가대표팀과 함께 이 대회에서의 최고의 돌풍팀으로 이름을 남겼다.
이렇게 첫 출전한 대회에서 좋은 활약을 펼쳤던 세네갈이었지만 이상하게도 16년 동안 월드컵 무대에 등장하지 못했고 2018년 FIFA 월드컵에야 다시 모습을 드러냈다. 이 대회에서도 좋은 활약을 보였지만 그 대회에서 최초로 도입된 페어플레이 점수에서 일본에 밀리는 바람에 아쉽게 16강 진출은 하지 못했다. 이 때 세네갈 대표팀을 지휘한 사람이 바로 이 세네갈 쇼크의 주역 중 1명이자 당시 대표팀 주장이었던 알리우 시세였다. 이후 2022년 FIFA 월드컵에도 모습을 나타냈고 그 때는 조 2위로 16강에 올라가는데 성공했으나 결국 잉글랜드에게 져서 아쉽게 떨어졌다.

## 프랑스의 패인

### 우승 주역들의 결장 및 부상
프랑스 축구 국가대표팀 전력의 상당 부분을 차지하는 에이스 지네딘 지단의 공백을 메우지 못한 것이 가장 큰 패인이었다. 지단의 공백은 단순히 선수 1명 빠진 것에 그친 것이 아니다. 당시 프랑스는 비에이라와 마켈렐레같은 수비형 미드필더가 강력한 압박을 통해 중원을 장악하는 역할을 맡고, 공격전개는 창조적인 플레이메이커인 지단에게 의존하는 형태의 축구를 했다. 그런데 공격의 시발점을 맡을 지단이 빠져 버렸으니 물꼬가 트이지 못하게 된 것이다. 2001-02 시즌 당시 무시무시한 활약을 보여주었던 아스날 FC의 측면 미드필더 로베르 피레스의 부상 역시 큰 타격이었다. 물론 피레스의 부상은 2002년 초에 일어난 일이라서 직접적인 이유는 못되겠지만, 당시 한창 물이 오른 피레스라도 있었다면 프랑스 공격이 한결 숨통이 트였으리란 것이 전문가와 팬들의 중론이다. 그러나 지단은 물론 피레스까지 빠져버렸으니 프랑스의 공격은 물꼬가 트이지를 못하며 답답하게 흘러갈 수밖에 없게 되었다.

### 실전 감각의 저하
또 지역예선 면제로 인한 실전 감각 저하도 한몫했다. 이 대회까지 전 대회 우승국은 개최국과 함께 지역예선을 면제받는 혜택을 누리고 있었는데 이것이 오히려 독이 된 것이다. 지역예선을 치르는 경우와 그렇지 않은 경우의 차이는 생각보다 매우 크다. 유럽의 경우 월드컵 지역예선을 총 10경기 치른다. 그런데 프랑스는 지난 1998년 FIFA 월드컵에서 우승한 덕분에 지역예선을 면제받았는데 이로 인해 다른 팀들에 비해 최소 10경기를 덜 치르게 된 것이다. 그 탓에 실전 감각이 저하될 수밖에 없다. 그래서 예전부터 이 문제가 꾸준히 지적되었고 2002년 대회를 앞두고 FIFA는 월드컵 우승국의 지역예선 면제 특권을 없애기로 결정했다. 물론 프랑스의 부진 때문에 없애버린 것은 아니지만 그 전에도 전 대회 우승국이 다음 대회에서 부진하는 모습을 계속해서 보여왔고 그 이유가 지역예선 면제로 인한 실전 감각 저하가 그 원인으로 꾸준히 지적되었기에 결국 손을 보게 된 것이다.

### 지나친 자만심
프랑스의 지나친 자만심도 패인 중 하나였다. 대회 전만 하더라도 프랑스는 벤치 멤버들만으로도 우승이 가능하다는 평을 받을 정도로 강력한 우승후보 중 하나였다. 조 편성도 상당히 수월했다. 당시 프랑스는 아프리카의 처녀 출전국 세네갈, 1970년에 4강에 든 이후로 30년이 넘도록 암흑기를 걸으며 헤매고 있는 우루과이, 북유럽의 다크호스이긴 하지만 지난 대회에서 1번 이겨본 적이 있었던 덴마크와 한 조에 속해 있었다. 즉, 프랑스를 막을 자가 없는 조라고 해도 과언이 아니다. 역시 이 대회의 강력한 우승후보 중 하나로 꼽혔던 팀이었으나 프랑스와 똑같이 조별리그에서 탈락했던 아르헨티나와 비교해도 천지차이다. 당시 아르헨티나는 잉글랜드, 스웨덴, 나이지리아와 함께 죽음의 조에 속해 있었다. 즉, 프랑스는 수월한 조에서 단 1승도 못하고 조별리그에서 탈락한 것이고 아르헨티나는 죽음의 조에서 불운하게 탈락한 것이었기 때문에 단지 조별리그에서 탈락했다는 이유만으로 아르헨티나를 프랑스와 비교하는 건 아르헨티나에 대한 실례이자 모독이다. 어쨌든 이 수월한 조 편성 때문에 프랑스는 조별리그에서 탈락할 것이란 의심은 추호도 하지 않고 조별리그는 분명히 한국에서 치러야 하는데도 베이스캠프를 일본에다 잡는 어처구니없는 행위를 했다. 아직 16강 진출이 확정되지도 않았는데 김칫국부터 마실 정도로 프랑스의 자만심은 굉장히 컸다. 월드컵을 며칠 앞두고 프랑스는 한국과 평가전을 했는데 1년 전 컨페더레이션스컵에서 프랑스는 한국을 상대로 5 : 0 낙승을 거두었지만 불과 1년 사이에 그 한국을 상대로 프랑스는 3 : 2 역전승으로 고전 끝에 겨우 이겼다. 하프타임 때까지는 오히려 한국에 1 : 2로 지고 있었다. 이것은 월드컵을 앞두고 프랑스에 울린 경고 신호였다. 그럼에도 불구하고 프랑스는 단순히 한국이 1년 사이에 강해졌을 뿐이라고만 치부했을 뿐 별다른 방비를 하지 않았던 듯했다.

### 나빠진 조직력
나빠진 조직력도 패인 중 하나였다. 비단 세네갈과의 경기에서 뿐 아니라 이후의 우루과이전과 덴마크전을 봐도 프랑스는 전혀 한 팀으로 뭉쳐있지 못했고 몇 개의 그룹으로 제각기 갈라져 있는 모습을 보였다. 그 탓에 공격과 수비에서 짜임새 있는 모습을 갖추지 못하고 계속 흐트러졌고 이러한 조직력 문제는 빈약한 골 결정력으로까지 이어졌다. 당시 프랑스 선수들의 이름값은 32개 출전국 중 최고였다. 그러나 이 스타 군단으로 구성된 프랑스는 이번 대회에서 3경기 동안 단 1골도 넣지 못했다. 조직력이 떨어진 탓에 공격 작업에서 전혀 짜임새 있는 모습을 갖추지 못했기에 슈팅 정확도가 떨어진 탓이었다. 다시 말해서 아무리 별들이 많아도 하나로 뭉쳐 있지 못하면 그저 모래알에 불과하다는 걸 보여주는 것이었다.

## 기타
- 사실 프랑스 축구 국가대표팀은 이보다 훨씬 심한 치욕을 8년 전에 이미 당했었다. 1994년 FIFA 월드컵 유럽 지역 예선 6조에서 그 이전 경기까지 승리가 아예 없는 조 최하위 팀인 이스라엘 축구 국가대표팀과 1993년 10월 13일에 치러진 홈경기에서 2-3으로 패하는 수모를 당했다. 그런데 이게 이 월드컵 지역예선에서 이스라엘 축구 국가대표팀의 유일한 승리로 이 월드컵 지역예선에서 이스라엘의 총전적이 1승 3무 6패였는데 당시 프랑스는 이 이스라엘과의 경기에서 패배한 여파로 인해 불가리아 축구 국가대표팀에게 단 1점의 승점이 모자라서 지역예선에서 탈락했다. 세네갈 축구 국가대표팀은 2002년 FIFA 월드컵 조별리그에서 프랑스 축구 국가대표팀을 이긴 이후 16강에 진출하고 나서도 무려 아르헨티나 축구 국가대표팀을 떨어뜨리고 16강에 올라온 스웨덴 축구 국가대표팀을 2-1로 이기고 8강에 진출해서 자신들의 실력을 과시한 반면 이스라엘 축구 국가대표팀은 프랑스 말고는 이긴 팀 없이 조꼴찌로 지역예선에서 탈락했기 때문에 1994년 당시에 이스라엘에게 패한 것이 훨씬 치욕적이지만 2002년 FIFA 월드컵에서 세네갈에게 패한 것이 더 유명한 이유는 2002년 FIFA 월드컵에서는 1998년 FIFA 월드컵에서 우승한 프랑스가 디팬딩 챔피언이기 때문이다.

## 같이 보기
- 조선민주주의인민공화국 대 이탈리아 (1966년 FIFA 월드컵)
- 대한민국 대 이탈리아 (2002년 FIFA 월드컵)
- 대한민국 대 알제리 (2014년 FIFA 월드컵)
- 대한민국 대 독일 (2018년 FIFA 월드컵)
- 히혼의 수치

### 내용주
1. ↑  1982년 FIFA 월드컵에서 아르헨티나 축구 국가대표팀이 벨기에 축구 국가대표팀에 0 : 1로 패한 것이 첫 번째였고 1990년 FIFA 월드컵에서 아르헨티나 축구 국가대표팀이 카메룬 축구 국가대표팀에게 0 : 1로 패배한 것이 두 번째였다.
2. ↑  1982년 FIFA 월드컵에서 알제리 축구 국가대표팀이 서독 축구 국가대표팀을 2 : 1로 이긴 것이 첫 번째였고 1990년 FIFA 월드컵에서 카메룬 축구 국가대표팀이 아르헨티나 축구 국가대표팀을 1 : 0으로 이긴 것이 두 번째였다.
3. ↑   이 때 프랑스가 호주에 일격을 당한 바람에 대한민국 축구 국가대표팀이 2승 1패를 거두고도 4강 진출이 좌절되고 말았다. 멕시코를 2 : 1로 또 호주를 1 : 0으로 이기긴 했으나 프랑스에 0 : 5로 대패를 한 탓에 골득실에서 호주에 밀렸기 때문이다.
4. ↑   세네갈은 이 경기가 월드컵 첫 경기였기에 이 경기에서 승리하면서 최초로 승리를 거두었다.

### 참고주
1. ↑  이현지 (2018년 7월 2일). “英 일간지 “한국-독일전 ‘역대 월드컵 충격적인 경기’ 2위”... 1위는?”. 《국민일보》. 2018년 11월 11일에 확인함.
2. ↑  “2002 한일 월드컵 공식 홈페이지 (프랑스 0-1 세네갈 통계자료)”. 2005년 1월 23일에 원본 문서에서 보존된 문서. 2005년 1월 23일에 확인함.
3. 1 2  1962년의 브라질 : 1966년 월드컵에서 4득점 6실점으로 조별리그 탈락
1998년의 프랑스 : 2002년 월드컵에서 무득점 3실점으로 조별리그 탈락
2006년의 이탈리아 : 2010년 월드컵에서 4득점 5실점으로 조별리그 탈락
2010년의 스페인 : 2014년 월드컵에서 4득점 7실점으로 조별리그 탈락
2014년의 독일 : 2018년 월드컵에서 2득점 4실점으로 조별리그 탈락
4. ↑  그로부터 12년 뒤의 대회인 2014 브라질 월드컵에서 2010 남아공 월드컵 우승팀인 스페인이 월드컵 사상
최초로 전 대회 우승팀으로써 2경기만에 조별리그 탈락이 확정되는 치욕을 맛봤다.
5. ↑  “<월드컵 이모저모> 르메르 佛 감독, 귀국 직후 경질 전망”. 《연합뉴스》. 2002년 6월 12일. 2018년 10월 7일에 확인함.
6. ↑  “`침통` 프랑스 `흥분` 세네갈”. 《중앙일보》. 2002년 6월 1일. 2018년 12월 5일에 확인함.[깨진 링크(과거 내용 찾기)]